# Hieracium laevimarginatum
Hieracium laevimarginatum là một loài thực vật có hoa trong họ Cúc. Loài này được Sennikov mô tả khoa học đầu tiên năm 1995.